# Mohammed El-Ghazali Ben El-Haffaf
Mohammed El-Ghazali Ben El-Haffaf (en arabe : محمد الغزالي بن الحفاف), ou Ghazali El-Haffaf, né à la Casbah d'Alger le 1er octobre 1923, mort le 1er mai 1945 rue Larbi Ben M'Hidi (anciennement rue d'Isly) à Alger, était un militant algérien du Parti du peuple algérien (PPA).

## Biographie
Ghazali El-Haffaf militait au sein du Comité des jeunes du PPA, comité alors dirigé par son ami et confident Mohammed Belouizdad.
Ghazali El-Haffaf était à la tête de la marche historique du 1er mai 1945 à Alger, marche à laquelle avait appelé le PPA. Ce fut le jour où il tomba martyr au milieu de l'actuelle rue Larbi Ben M'Hidi (ex rue d'Isly) sous les balles de la police française pour avoir refusé de leur remettre le drapeau algérien qu'il brandissait. Ce drapeau, qu'il avait confectionné de ses mains, et que beaucoup d'Algériens voyaient pour la première fois ce jour-là,, est depuis l'emblème officiel de l'Algérie.